# Museum - Osservatorio dell'arte in Sicilia
Il Museum - Osservatorio dell'arte contemporanea in Sicilia è un museo privato di arte contemporanea situato a Bagheria, comune della città metropolitana di Palermo. Il museo è stato fondato dal gallerista Ezio Pagano nel 1997 e raccoglie i risultati dell'attività delle gallerie private di Ezio Pagano a Bagheria, attive tra il 1965 e il 1994
Raccoglie pitture e sculture di vari artisti siciliani, come Carla Accardi, Pietro Consagra, Piero Guccione, Emilio Isgrò, Augusto Perez, Antonio Sanfilippo, Salvatore Scarpitta, Fosco Maraini, Ferdinando Scianna, Giuseppe Tornatore, Nino Franchina, Enzo Tomasello. Ospita inoltre una raccolta di fotografie, tra cui venti ritratti fotografici della pittrice messicana Frida Kahlo di Leo Matiz.
Possiede l'Archivio storico degli artisti siciliani del XX secolo (ASAS) ed è dotato di una biblioteca di 10.000 volumi e di una videoteca specializzate. Vi si svolgono conferenze con critici e artisti e mostre d'arte.

## Comitato scientifico
Il comitato scientifico è costituito dal gallerista Ezio Pagano, Gillo Dorfles, Renato Barilli, Enrico Crispolti, Eva di Stefano e Vittorio Fagone.